# زلاتوپول (سرزمین آلتای)
زلاتوپول (به لاتین: Zlatopol) یک منطقهٔ مسکونی در روسیه است که در سرزمین آلتای واقع شده‌است.